# Pinball World
Pinball World è un videogioco di tipo simulatore di flipper uscito nel 1995 per sistema MS-DOS, pubblicato da 21st Century Entertainment.

## Modalità di gioco
Il videogioco non è un flipper convenzionale infatti lo scrolling della pallina, oltre che verticalmente, avviene anche lateralmente e i respingenti sono molti in ogni schema. Comprende nove tavoli flipper selezionabili giocando ad un mini flipper game mandando la pallina ad attivare la destinazione e facendo poi cadere la pallina, si permetterà al giocatore di selezionare i tavoli ambientati in diverse zone del globo terrestre. Per finire il videogioco bisogna completare tutti i tavoli facendo così un giro del mondo completo.

### Tavoli flipper
- Africa
- Estremo Oriente
- Sud America
- Hollywood
- Australia
- New York
- Germania
- Polo Nord
- Regno Unito